# Přebor Zlínského kraje 2010/2011
V soubojích 23. ročníku Přeboru Zlínského kraje 2010/11 (jedna ze skupin 5. fotbalové ligy) se utkalo 16 týmů každý s každým dvoukolovým systémem podzim–jaro. Tento ročník začal v pátek 6. srpna 2010 úvodním zápasem 1. kola a celého ročníku (FC Velké Karlovice + Karolinka – FK Dobet Ostrožská Nová Ves 4:2) a skončil v sobotu 18. června 2011 zbývajícími sedmi zápasy odloženého 18. kola.

## Nové týmy v sezoně 2010/11
- Z Divize D 2009/10 ani z Divize E 2009/10 nesestoupilo do Přeboru Zlínského kraje žádné mužstvo.
- Ze skupin I. A třídy Zlínského kraje 2009/10 postoupila mužstva TJ Spartak Valašské Klobouky (vítěz skupiny A) a TJ Dolní Němčí (vítěz skupiny B).

## Konečná tabulka
Zdroje: 
| Poř. | Tým                              | Z  | V  | R  | P  | VG | OG | B  |
| ---- | -------------------------------- | -- | -- | -- | -- | -- | -- | -- |
| 1.   | FC Slovácká Sparta Spytihněv     | 30 | 22 | 2  | 6  | 86 | 41 | 68 |
| 2.   | FC Morkovice                     | 30 | 19 | 6  | 5  | 94 | 38 | 63 |
| 3.   | TJ Sokol Kateřinice              | 30 | 19 | 1  | 10 | 82 | 57 | 58 |
| 4.   | FC Velké Karlovice + Karolinka   | 30 | 15 | 8  | 7  | 51 | 29 | 53 |
| 5.   | FC RAK Provodov                  | 30 | 13 | 8  | 9  | 49 | 41 | 47 |
| 6.   | FK Luhačovice                    | 30 | 13 | 7  | 10 | 54 | 40 | 46 |
| 7.   | FK Vigantice                     | 30 | 12 | 8  | 10 | 46 | 49 | 44 |
| 8.   | SFK ELKO Holešov                 | 30 | 13 | 4  | 13 | 61 | 51 | 43 |
| 9.   | FC Vsetín                        | 30 | 12 | 6  | 12 | 36 | 44 | 42 |
| 10.  | TJ Spartak Hluk                  | 30 | 11 | 7  | 12 | 53 | 48 | 40 |
| 11.  | FC Slušovice                     | 30 | 10 | 10 | 10 | 45 | 48 | 40 |
| 12.  | 1. VFC Rožnov pod Radhoštěm      | 30 | 9  | 5  | 16 | 55 | 64 | 32 |
| 13.  | TJ Dolní Němčí (N)               | 30 | 9  | 5  | 16 | 43 | 81 | 32 |
| 14.  | FK Dobet Ostrožská Nová Ves      | 30 | 6  | 6  | 18 | 36 | 65 | 24 |
| 15.  | FK Chropyně                      | 30 | 6  | 5  | 19 | 50 | 84 | 23 |
| 16.  | TJ Spartak Valašské Klobouky (N) | 30 | 4  | 5  | 21 | 26 | 87 | 17 |

Poznámky:
- Z = Odehrané zápasy; V = Vítězství; R = Remízy; P = Prohry; VG = Vstřelené góly; OG = Obdržené góly; B = Body; (S) = Mužstvo sestoupivší z vyšší soutěže; (N) = Mužstvo postoupivší z nižší soutěže (nováček)

|  | Postup do Divize D 2011/12                           |
|  | Sestup do I. A třídy Zlínského kraje – sk. A 2011/12 |
|  | Sestup do I. A třídy Zlínského kraje – sk. B 2011/12 |